# Kanton Bailleul-Nord-Est
Kanton Bailleul-Nord-Est (francouzsky Canton de Bailleul-Nord-Est) je francouzský kanton v departementu Nord v regionu Nord-Pas-de-Calais. Tvoří ho čtyři obce.

## Obce kantonu
- Bailleul (severovýchodní část)
- Nieppe
- Saint-Jans-Cappel
- Steenwerck